# ACM (jornalista)
Antonio Carlos Monteiro (São Paulo, 7 de maio de 1958), mais conhecido com ACM, é um jornalista musical especialista em rock e metal tendo trabalhado para as revistas Roll, Metal, Rock Brigade e atualmente Roadie Crew. Ele também é músico das bandas Jack Flash, Dusty Old Fingers e Les Misérables.
Começou sua carreira em 13 de julho de 1985, cobrindo o show de lançamento do disco Nós Vamos Invadir Sua Praia, da banda Ultraje a Rigor.